# Marianne (série télévisée, 2022)
Pour les articles homonymes, voir Marianne (homonymie).
Production
Diffusion
Marianne est une série télévisée franco-belge réalisée par Alexandre Charlot, Franck Magnier et Myriam Vinocour sur un scénario de Laurent Mondy, Alexandre Charlot, Franck Magnier, Laure Bourdon Zarader et Marine Maugrain-Legagneur,,,, et diffusée en Suisse à partir du 25 août 2022 sur RTS Un, en Belgique à partir du 4 septembre 2022 sur La Une et en France à partir du 7 septembre 2022 sur France 2.
Cette série judiciaire, dont le rôle principal est tenu par Marilou Berry, est une coproduction de Ryoan, Chabraque Productions, Artémis Productions et la RTBF (télévision belge), réalisée avec la participation de la Radio télévision suisse (RTS) et de TV5 Monde ainsi que le soutien de la région Provence-Alpes-Côte d'Azur,,.

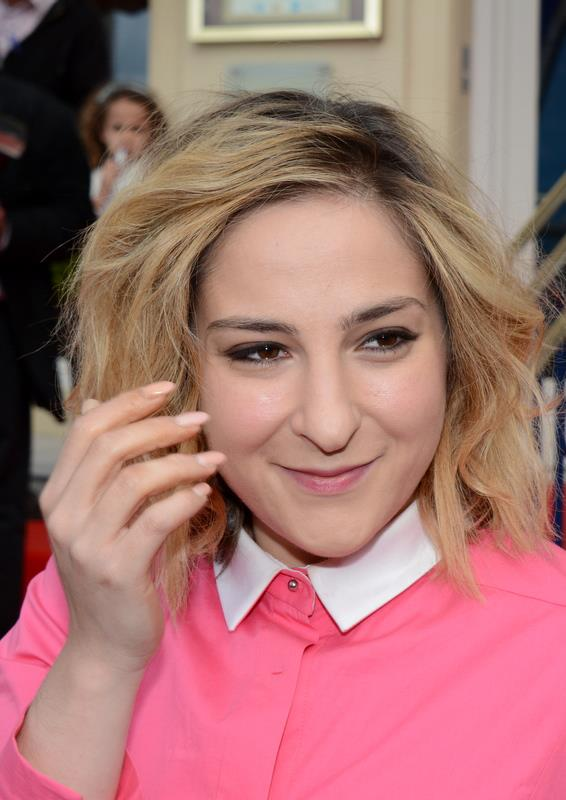
Marilou Berry.

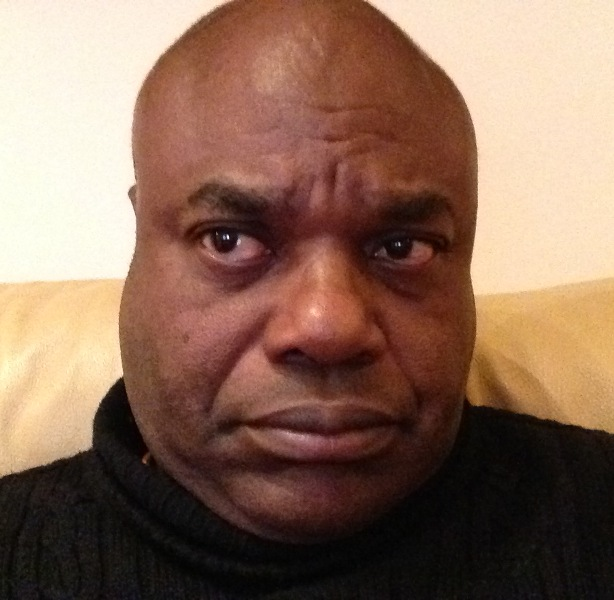
Denis Mpunga.

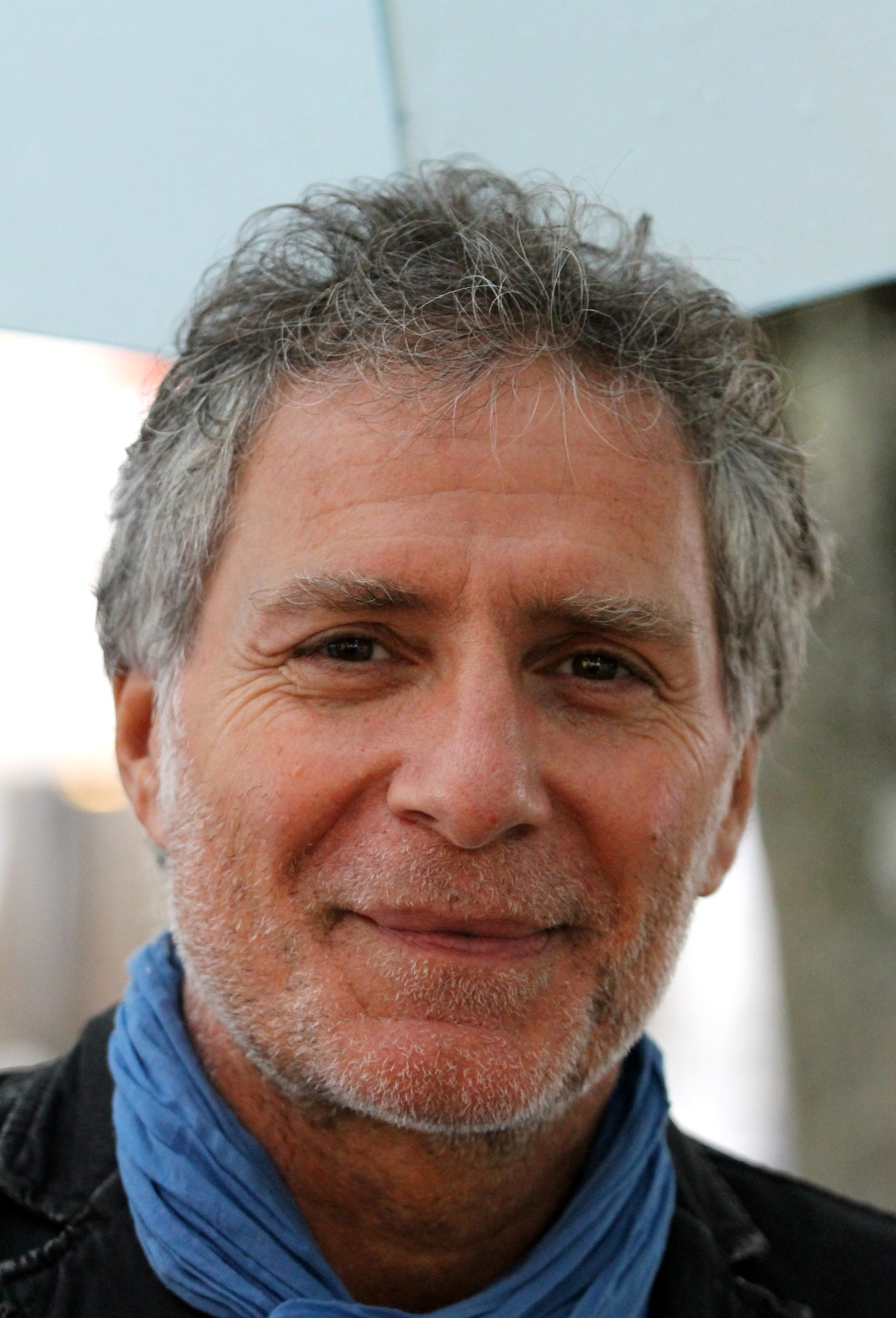
Laurent Olmedo.

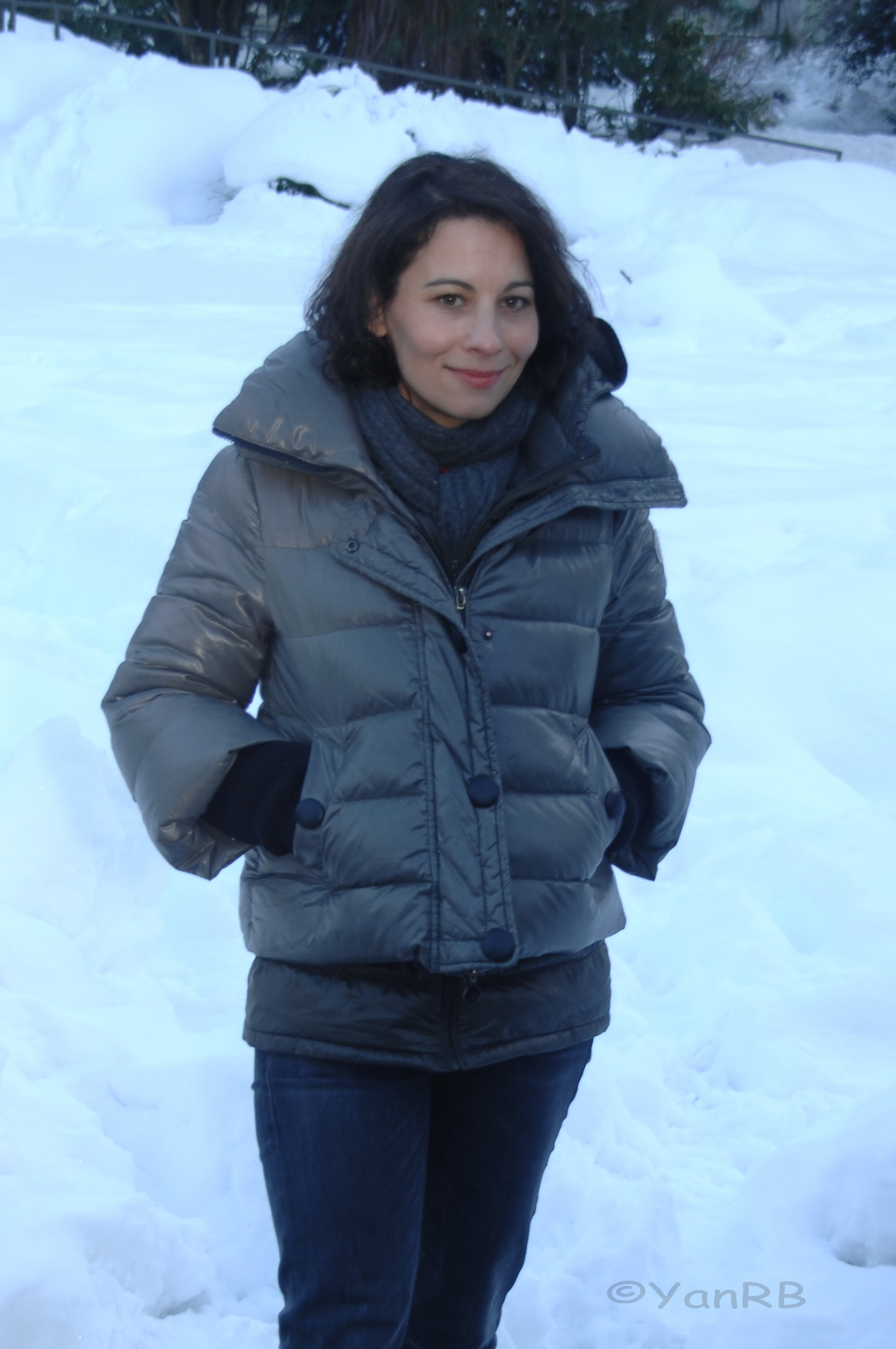
Cécile Rebboah.

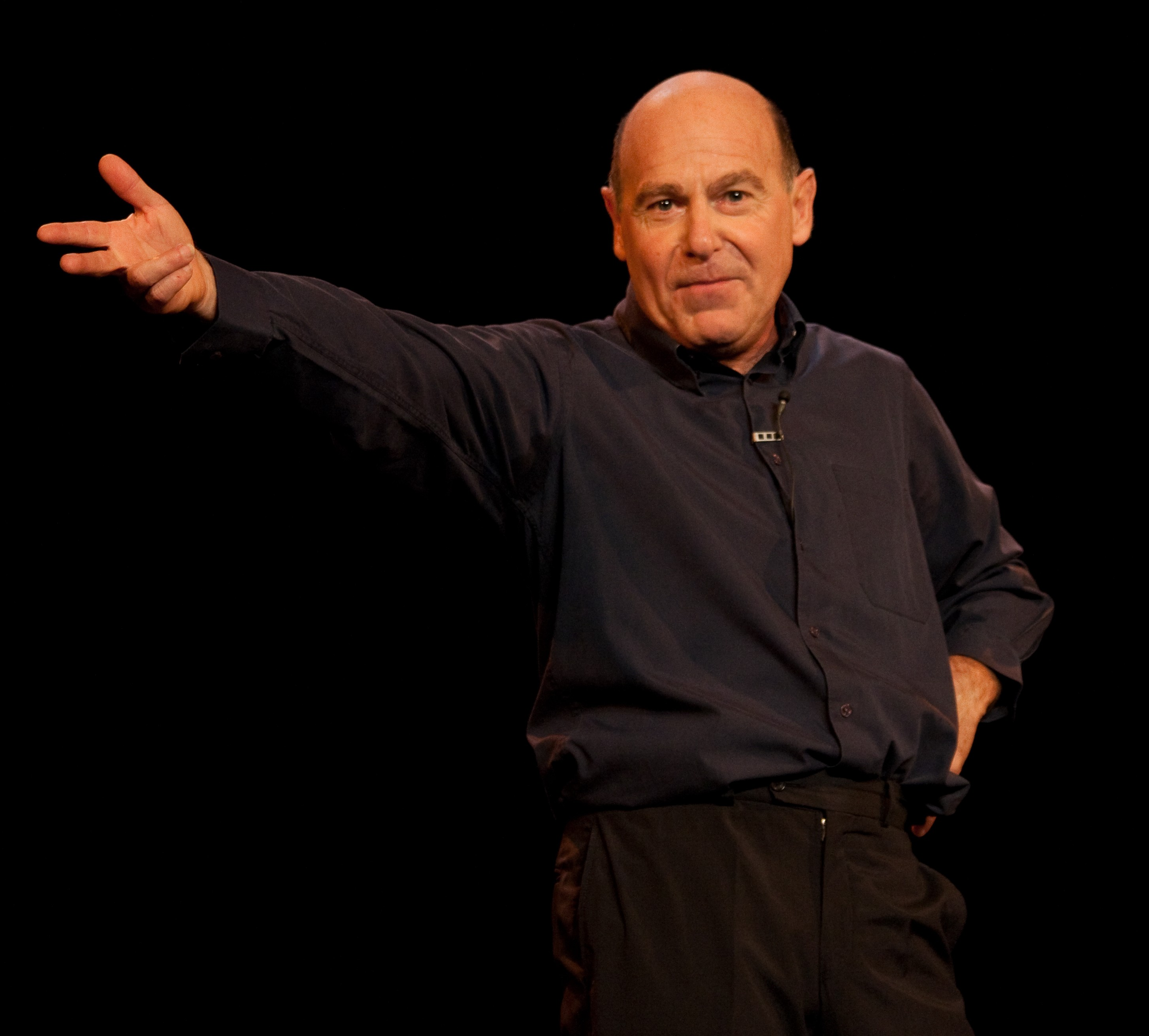
Didier Bénureau.

## Synopsis
Les enquêtes de la juge d'instruction de Toulon Marianne Vauban, entourée du capitaine Pastor et de son greffier Yves,,,,.
Durant la saison 2, la juge opère à Marseille.

## Distribution

### Acteurs principaux
- Marilou Berry : juge d'instruction Marianne Vauban
- Alexandre Steiger : capitaine Raphaël Pastor
- Stéphane Pezerat : greffier Yves Marguet
- Denis Mpunga : procureur Joseph Konate
- Laurent Olmedo : commissaire Ronnie Franco
- Alka Balbir : légiste Selma Belkacem
- Drimi Gouttebel-Mahamat : Zacharie Novak

### Acteurs invités
Saison 1
- Didier Bénureau : Cédric Pouchard, alias Buffalo Will (épisode 1)
- Béatrice de La Boulaye : Manue Toulan (épisode 2)
- Cécile Rebboah : Tania Fontaine, psy-médium pour animaux (épisode 3)
- Antoine Hamel : Franck Nérac (épisode 3)
- Mouna N'Diaye : Prudence Sekongo, la maquilleuse du cabaret Les Plumes de Toulon (épisode 4)
- Isabelle Vitari : Katia Selcer (épisode 5)
- Franck Magnier : le chef de gare (épisode 5)
- Pauline Bression : Aurore (épisode 6)
- Fabien Baïardi : Olivier Castenet (épisode 6)

Saison 2
- Arnaud Binard : Alain Ratier (épisode 1)
- Gaylor Lebellanger : Gérard Loiret (épisode 1)
- Jérôme Robart : Dario Jimenez (épisode 1)
- Loup-Denis Elion : Damien Rabiot (épisode 2)
- Alexandra Cismondi : Sandra (épisode 2)
- Valérie Mairesse : Mme Camara (épisode 2)
- Sophie Le Tellier : Commandante Lamarre (épisode 3)

## Production

### Genèse et développement
La série est créée et écrite par Laurent Mondy, Alexandre Charlot, Franck Magnier, Laure Bourdon Zarader et Marine Maugrain-Legagneur.
Dans leur communiqué de presse, les producteurs décrivent la mini-série en ces termes : « Le ton est à la fois réaliste par la nature des situations rencontrées mais aussi solaire et irrévérencieux à travers la personnalité décalée de notre héroïne. La comédie naît naturellement du charisme et de la spontanéité de la juge et non des situations. »
La série est inspirée du documentaire Ni juge, ni soumise, lauréat d'un César en 2019, et centré sur l'excentrique juge d'instruction belge Anne Gruwez. Marianne se déplace dans la même 2 CV bleue que la juge et possède comme elle un animal de compagnie original : un furet domestique albinos nommé Cyrano, à la place du rat de la magistrate belge,.

### Attribution des rôles
Marilou Berry connaissait bien la juge belge Anne Gruwez, même avant de recevoir le scénario de la série : « J'ai une passion pour l'émission Strip-tease qui avait fait un épisode sur elle et j'ai ensuite vu Ni juge, ni soumise à sa sortie. Quand on m'a envoyé le scénario de Marianne, j'étais déjà engagée sur un autre projet. Je ne l'ai donc pas lu, car je savais que je n'allais pas pouvoir le faire et que ça allait me rendre triste. » Cet autre projet est annulé, et Marilou Berry lit alors le scénario : « J'ai lu les trois premiers épisodes et j'ai tout de suite dit oui, car c'est superbement écrit. »
Peu avant la diffusion de la série, Marilou Berry rencontre Anne Gruwez dans les locaux de la RTBF : « Le fait qu'elle ait envie de me rencontrer et qu'on fasse des photos ensemble, ça m'a beaucoup touchée. »
Dans la série, Marilou Berry porte une perruque, de fausses dents et joue d'un accent, mi-belge mi-luxembourgeois : « Pour moi, confie-t-elle, pour être dans la truculence du texte, dans sa justesse, il fallait qu'elle ait ce parler, que l'on a dosé pour que ce soit quelque chose de naturel. »

### Tournage
Le tournage de la première saison de la série se déroule du 4 janvier au 4 avril 2022 dans le Var, à Toulon et dans les environs,,.
Le tournage de la saison 2 a lieu du 4 avril au 7 juillet 2023, dans les Bouches-du-Rhône, à Marseille et ses environs,.

### Fiche technique
- Titre français : Marianne
- Genre : série judiciaire, polar, comédie[1],[2],[3],[5],[6]
- Production : Thomas Viguier, Clémentine Dabadie, Hervé Fihey[1]
- Sociétés de production : Ryoan, Chabraque Productions, Artémis Productions et la RTBF[1]
- Réalisation : 
  - saison 1 : Alexandre Charlot, Franck Magnier et Myriam Vinocour[1]
  - saison 2 : Laurence Katrian (épisodes 1 à 3), Alexandre Charlot et Franck Magnier (épisodes 4 et 5)[7]
- Scénario : 
  - saison 1 : Laurent Mondy, Alexandre Charlot, Franck Magnier, Laure Bourdon Zarader et Marine Maugrain-Legagneur[1]
  - saison 2 : Céline et Martin Guyot, Alexandre Charlot et Franck Magnier[7]
- Musique : Alexandre Azaria
- Décors : Ambre Sansonetti
- Costumes : Christel Bizot
- Photographie : Jean-Philippe Gosselin
- Son : Lionel Dousset
- Montage : Linda Béchat-Naud, Emmanuèle Labbé
- Maquillage : Valérie Beauregard
- Pays de production :  France /  Belgique
- Langue originale : français
- Format : couleur
- Nombre de saisons : 1
- Nombre d'épisodes[1],[2],[6] : 6
- Durée : 52 minutes[1],[2],[6]
- Dates de première diffusion :
  - Saison 1 : 
    - Suisse : 25 août 2022 sur RTS Un
    - Belgique : 4 septembre 2022 sur La Une[8]
    - France : 7 septembre 2022 sur France 2[10],[9],[12]

  - Saison 2 : 
    - France : 10 janvier 2024 sur France 2

## Épisodes

### Saison 1
1. La loi du Far West
2. Les routiers
3. Entre chiens, chats et loups
4. Cabaret
5. Thanatos
6. L'Immortelle

### Saison 2
1. Boules de nerfs
2. Détox
3. Courage et dévouement
4. Fin de partie
5. Les filles de l'ovalie
6. Le fric, c'est chic

## Accueil

### Accueil critique
Le quotidien français Ouest-France voit dans la série Marianne « une adaptation décevante de l'hilarant documentaire Ni juge, ni soumise » : « Dans cette série policière adaptée du documentaire Ni juge, ni soumise, Marianne Vauban est l'incarnation d'Anne Gruwez. Cette impertinente magistrate belge assume un franc-parler qui vise toujours là où on ne l'attend pas. Son double de fiction tente de démêler la vérité dans des affaires loufoques en mettant ses interlocuteurs face à leurs contradictions. Ses interventions sont ponctuées de blagues souvent crues, même cruelles. Mais ce qui fait la fraîcheur d'Anne Gruwez dans la vraie vie ne fonctionne pas aussi bien dans la série. En tentant d'imiter l'accent de sa muse, Marilou Berry touche la caricature. La redondance de certaines blagues finit par nous agacer autant que son collègue, le capitaine Pastor ».

### Audiences et diffusion

#### Saison 1 (2022)

##### En Belgique
En Belgique, la saison 1 est diffusée les dimanches vers 21 h sur La Une par salve de deux épisodes du 4 au 18 septembre 2022.
| Épisode              | Diffusion                  | Diffusion            | Audience moyenne          | Audience moyenne                       | Réf.   |
| Épisode              | Jour                       | Horaire              | Nombre de téléspectateurs | Part de marché (sur les 4 ans et plus) | Réf.   |
| -------------------- | -------------------------- | -------------------- | ------------------------- | -------------------------------------- | ------ |
| 1                    | Dimanche 4 septembre 2022  | 21 h 00 - 22 h 00    | 195 839                   |                                        | [ 14 ] |
| 2                    | Dimanche 4 septembre 2022  | 22 h 00 - 23 h 00    | 195 839                   |                                        | [ 14 ] |
| 3                    | Dimanche 11 septembre 2022 | 21 h 00 - 22 h 00    | 135 970                   |                                        | [ 15 ] |
| 4                    | Dimanche 11 septembre 2022 | 22 h 00 - 23 h 00    | 135 970                   |                                        | [ 15 ] |
| 5                    | Dimanche 18 septembre 2022 | 21 h 00 - 22 h 00    | 160 310                   |                                        | [ 16 ] |
| 6                    | Dimanche 18 septembre 2022 | 22 h 00 - 23 h 00    | 160 310                   |                                        | [ 16 ] |
|                      |                            |                      |                           |                                        |        |
| Moyenne de la saison | Moyenne de la saison       | Moyenne de la saison | 164 039                   |                                        |        |

- Les plus hauts chiffres d'audience
- Les plus bas chiffres d'audience

##### En France
En France, la saison 1 est diffusée les mercredis vers 21 h 10 sur France 2, par salve de deux épisodes du 7 au 21 septembre 2022. Les deux premiers épisodes permettent à la chaîne de se classer en tête des audiences, loin devant ses concurrents, en rassemblant en moyenne 3,4 millions de spectateurs sur les deux épisodes,,,. La chaîne se classe à nouveau en tête des audiences avec les deux épisodes suivants, mais avec un recul de 3,4 % de part de marché. Ces bonnes performances de France 2 se déroulent dans un contexte difficile pour TF1 car Canal+ a suspendu de ses offres la diffusion de TF1, TMC et TF1 Séries Films depuis le 2 septembre 2022.
| Épisode              | Diffusion                  | Diffusion            | Audience moyenne          | Audience moyenne                       | Audience moyenne         | Audience moyenne | Réf.   |
| Épisode              | Jour                       | Horaire              | Nombre de téléspectateurs | Part de marché (sur les 4 ans et plus) | Part de marché (FRDA-50) | Classement       | Réf.   |
| -------------------- | -------------------------- | -------------------- | ------------------------- | -------------------------------------- | ------------------------ | ---------------- | ------ |
| 1                    | Mercredi 7 septembre 2022  | 21 h 10 - 22 h 05    | 3 820 000                 | 17,7 %                                 | 7,9 %                    | 1er              | [ 20 ] |
| 2                    | Mercredi 7 septembre 2022  | 22 h 05 - 23 h 00    | 3 140 000                 | 16,6 %                                 | 7,9 %                    | 1er              | [ 20 ] |
| 3                    | Mercredi 14 septembre 2022 | 21 h 10 - 22 h 05    | 3 110 000                 | 14,3 %                                 | 8 %                      | 1er              | [ 21 ] |
| 4                    | Mercredi 14 septembre 2022 | 22 h 05 - 23 h 00    | 2 410 000                 | 13,2 %                                 | 8 %                      | 1er              | [ 21 ] |
| 5                    | Mercredi 21 septembre 2022 | 21 h 10 - 22 h 05    | 3 470 000                 | 16,8 %                                 | 7,4 %                    | 1er              | [ 22 ] |
| 6                    | Mercredi 21 septembre 2022 | 22 h 05 - 23 h 00    | 2 930 000                 | 16,8 %                                 | 7,4 %                    | 1er              | [ 22 ] |
|                      |                            |                      |                           |                                        |                          |                  |        |
| Moyenne de la saison | Moyenne de la saison       | Moyenne de la saison | 3 140 000                 | 15,9 %                                 | 7,8 %                    | 1er              | [ 23 ] |

- Les plus hauts chiffres d'audience
- Les plus bas chiffres d'audience

#### Saison 2 (2024)

##### En France
| Épisode              | Diffusion                | Diffusion            | Audience moyenne          | Audience moyenne                       | Audience moyenne         | Audience moyenne | Réf.   |
| Épisode              | Jour                     | Horaire              | Nombre de téléspectateurs | Part de marché (sur les 4 ans et plus) | Part de marché (FRDA-50) | Classement       | Réf.   |
| -------------------- | ------------------------ | -------------------- | ------------------------- | -------------------------------------- | ------------------------ | ---------------- | ------ |
| 1                    | Mercredi 10 janvier 2024 | 21 h 10 - 22 h 05    | 4 040 000                 | 19,8 %                                 | 4,8 %                    | 1er              | [ 24 ] |
| 2                    | Mercredi 10 janvier 2024 | 22 h 05 - 23 h 00    | 3 390 000                 | 19,3 %                                 | 4,8 %                    | 1er              | [ 24 ] |
| 3                    | Mercredi 17 janvier 2024 | 21 h 10 - 22 h 05    | 3 580 000                 | 17,5 %                                 | 3,9 %                    | 1er              | [ 25 ] |
| 4                    | Mercredi 17 janvier 2024 | 22 h 05 - 23 h 00    | 3 190 000                 | 18,1 %                                 | 3,9 %                    | 1er              | [ 25 ] |
| 5                    | Mercredi 24 janvier 2024 | 21 h 10 - 22 h 05    | 3 250 000                 | 16,5 %                                 | 3,5 %                    | 1er              | [ 26 ] |
| 6                    | Mercredi 24 janvier 2024 | 22 h 05 - 23 h 00    | 2 790 000                 | 16,9 %                                 | 3,5 %                    | 1er              | [ 26 ] |
|                      |                          |                      |                           |                                        |                          |                  |        |
| Moyenne de la saison | Moyenne de la saison     | Moyenne de la saison | 3 370 000                 | 18 %                                   | 4,1 %                    |                  | [ 27 ] |

- Les plus hauts chiffres d'audience
- Les plus bas chiffres d'audience